# Tachypeza portaecola
Tachypeza portaecola är en tvåvingeart som först beskrevs av Walker 1849.  Tachypeza portaecola ingår i släktet Tachypeza och familjen puckeldansflugor. Inga underarter finns listade i Catalogue of Life.